# Hienadzij Achramowicz
Hienadzij Uładzimirawicz Achramowicz (biał. Генадзій Уладзіміравіч Ахрамовіч, ros. Геннадий Владимирович Ахрамович, Giennadij Władimirowicz Achramowicz; ur. 23 lutego 1965 w obwodzie homelskim) – białoruski dyplomata, w latach 2015–2020 ambasador Białorusi w Azerbejdżanie.

## Życiorys
Urodził się 23 lutego 1965 roku w obwodzie homelskim Białoruskiej SRR, ZSRR. W 1986 roku ukończył z wyróżnieniem Kijowską Ogólnowojskową Wyższą Szkołę Dowódczą, w 1994 roku – Moskiewską Akademię Wojskowo-Dyplomatyczną, w 1996 roku – kursy szkoleniowe Ministerstwa Spraw Zagranicznych Niemiec dla młodych dyplomatów z krajów Europy Środkowej i Wschodniej. Posługiwał się językami niemieckim i językiem hiszpańskim. 
W latach 1986–1995 służył w Siłach Zbrojnych ZSRR i Siłach Zbrojnych Białorusi jako oficer wojsk desantowych. W latach 1995–1997 był III, a następnie I sekretarzem Wydziału Państw Europy Środkowej i Wschodniej MSZ Białorusi. W latach 1997–2000 pełnił funkcję I sekretarza Ambasady Białorusi na Łotwie. W latach 2000–2003 pracował jako doradca, a następnie zastępca kierownika Wydziału Stosunków Dwustronnych z Krajami WNP MSZ Białorusi. W latach 2003–2009 był konsulem generalnym Białorusi w Dyneburgu. W latach 2009–2015 pełnił funkcję specjalnego przedstawiciela MSZ Białorusi. Od 25 czerwca 2015 do 19 listopada 2020 roku pełnił funkcję ambasadora Białorusi w Azerbejdżanie.
Pod koniec 2020 roku Hienadzij Achramowicz przeszedł infekcję COVID-19 z łagodnymi objawami. W 2021 roku zachorował ponownie i został hospitalizowany. 13 marca został podłączony pod respirator, a dzień później zmarł.

## Odznaczenia
- Order „Za służbę Ojczyźnie” III klasy[1];
- Order Honoru (20 czerwca 2013)[4]
- inne nagrody państwowe Białorusi[1].

## Życie prywatne
Hienadzij Achramowicz był żonaty, miał córkę Taccianę.